# Jan Brejski
Jan Brejski, né à Pączewo le 28 février 1863, et mort à Toruń le 10 décembre 1934, est un journaliste et éditeur polonais.

## Biographie
Après des études à la Université de Cracovie, Jan Brejski commence sa carrière comme journaliste au service du titre en polonais Wiarus Polski, installé en Westphalie dans la Ruhr allemande, où le rejoint son frère Anton.
Jan Brejski rachète en 1894 le journal à l'abbé Franciszek Liss, qui l'avait fondé à Bochum quatre ans plus tôt et dont les prises de position en faveur d'une identité polonaise gênent l'Église et les autorités, au point de l'obliger à quitter la région, au moment où certains médias allemand dénigrent les immigrés polonais de la Ruhr, même si le gouvernement tente depuis 1887 de se rapprocher des catholiques par des lois plus favorables.
Alors que la population polonaise de la Ruhr commence à croître fortement, Jan Brejski développe des suppléments thématiques et maintient la ligne d'un titre défendant vigoureusement l'identité polonaise, au moment où la diaspora prend confiance en elle, autour de membres nés en Allemagne et ayant acquis des compétences techniques sur fond de Révolution industrielle allemande, courtisés à la fois par le Parti catholique et le jeune SPD.
Brejski fut élu deux fois comme membre du Reichstag en 1903 et en 1907. Il représentait la circonscription électorale No. IV (Thorn - Culm - Briesen) dans le District de Marienwerder. En plus Brejski fut élu comme membre de la Chambre des représentants de Prusse. Brejski appartenait au groupe parlementaire polonais dans les deux organes législatifs.
En 1913, son journal tire à 10 000 exemplaires, même si un rival, le Narodowiec, fondé en 1909, tire lui à 6 000 exemplaires. Entre-temps, Jan Brejski a créé avec son frère Anton en 1902 une association de « mineurs westphaliens », « l'Union professionnelle polonaise » pour les mineurs de la Ruhr (Zjednoczenie Zawodowe Polskie). Elle compte 31 000 adhérents, ce qui en fait la première organisation de la Prusse. En 1909, le mouvement syndical polonais est unifié et installe son siège pour quelques années à Bochum avant qu'il ne soit transféré ensuite à Katowice. Sa participation aux trois grèves massives qui ont lieu en 1889, 1905 et 1912 contribue à rapprocher les ouvriers allemands et polonais. En 1908, seulement 2,8 % des polonais de la Ruhr épousaient des allemandes, proportion qui monte à 5,3% en 1912.
Les deux journaux déménagent en France après la Première Guerre mondiale, au début des années 1920, pour accompagner la migration des polonais de la Ruhr : les « mineurs westphaliens ». Wiarus Polski arrive le premier : le 1er juillet 1924, son premier numéro en France est imprimé par Le Grand Écho du Nord, à Lille. Quatre ans plus tard, le tirage cumulé des deux titres atteint 25 000 exemplaires, soit près de 100 000 personnes de la région qui lisent en polonais, compte tenu de la circulation estimée des deux journaux.
De 1920 jusqu'en 1924 Brejski servait comme voïvode de la voïvodie de Poméranie avec son siège à Toruń. Membre du parti national ouvrier polonais, il publia de 1925 à 1926 plusieurs articles élogieux sur le chef de l'État Józef Piłsudski, mais commença à changer de ton après. En rétorsion, le gouvernement polonais prive le titre de ses communiqués. Il consacre alors une part croissante de son contenu à l'actualité locale mais perd au passage une partie de ses lecteurs, désorientés, tandis que les journaux en polonais créés par des syndicats français lui en prennent.